# Cryptochetum utile
Cryptochetum utile är en tvåvingeart som beskrevs av Heinrich Wilhelm Eduard van Bruggen 1960. Cryptochetum utile ingår i släktet Cryptochetum och familjen Cryptochetidae. Inga underarter finns listade i Catalogue of Life.